# Phyllocrater
Phyllocrater es un género de plantas con flores perteneciente a la familia de las rubiáceas. Incluye una sola especie: Phyllocrater gibbsiae Wernham (1914).
Es nativo de Borneo.